# 2015年のセントラル・リーグクライマックスシリーズ
2015年のセントラル・リーグクライマックスシリーズは、2015年10月に開催された日本プロ野球セントラル・リーグのクライマックスシリーズである。

## 概要
本大会は2015SMBC日本シリーズ出場権をかけたプレーオフトーナメント。
なお試合開始時間については、参加チームによって設定が異なっており、特に東京ヤクルトスワローズがレギュラーシーズン1位で同シリーズ出場を決めたことから、ヤクルトの本拠地・明治神宮野球場を共用する東京六大学野球連盟・東都大学野球連盟の日程を優先するため全試合ナイトゲームで開催される（仮にレギュラーシーズン2位で1stステージからの出場であった場合でも、同様の理由により全試合ナイターとなる予定だった）。
関東地方及び東京都で全試合開催された初めてのクライマックスシリーズである。

### 冠スポンサー
パリーグの場合、SMBC日興証券株式会社の特別協賛がつき、「2015SMBC日興証券・クライマックスシリーズ・パ」とリーグ単位でスポンサーがつくのに対し、セリーグの場合は、次の2チームが主管開催権の2位以内を得たため、その球団が個別に冠協賛スポンサーをつけ、冠大会として開催する。
- 読売ジャイアンツ：前年に引き続きジャイアンツ主催試合限定でアットホームが冠スポンサーとなり、「2015アットホーム クライマックスシリーズ・セ ファーストステージ」[2]として開催される。
- 東京ヤクルトスワローズ：スワローズ主催試合限定で同球団のオフィシャル協賛スポンサーである出版社・マイナビが冠スポンサーとなり、「2015マイナビ クライマックスシリーズ・セ ファイナルステージ」[3]として開催された。

### ファーストステージ
レギュラーシーズン2位の読売ジャイアンツとレギュラーシーズン3位の阪神タイガースが3戦2勝先取制で争い、勝者がファイナルステージに進出した。
会期：10月10日から10月12日
会場：東京ドーム
試合開始：3日間とも14:00

### ファイナルステージ
レギュラーシーズン1位（1勝分のアドバンテージが与えられる）の東京ヤクルトスワローズとファーストステージ勝者の読売ジャイアンツが6戦4勝先取制で争い、勝者が2015SMBC日本シリーズへの出場権を得た。
セ・リーグのクライマックスシリーズにおいて、ファイナルステージが屋外球場で開催されるのはこれが初である。なお、この年から4年連続で屋外球場で開催されている。
会期：10月14日から10月17日
会場：明治神宮野球場
試合開始：4日間とも18:00

### トーナメント表
|  | 1stステージ（準決勝） | 1stステージ（準決勝） |                         |       | ファイナルステージ（決勝） | ファイナルステージ（決勝） |
|  |                       |                       |                         |       |                            |                            |
|  |                       |                       |                         |       |                            |                            |
|  |                       |                       |                         |       |                            |                            |
|  |                       |                       |                         |       |                            |                            |
|  |                       |                       | （6戦4勝制） 神宮球場   |       |                            |                            |
|  |                       |                       |                         |       |                            |                            |
|  | ヤクルト              | ☆●○○○                 |                         |       |                            |                            |
|  | ヤクルト              | ☆●○○○                 | （3戦2勝制） 東京ドーム |       |                            |                            |
|  |                       |                       | 巨人                    | ★○●●● |                            |                            |
|  | 巨人                  | ○●○                   | 巨人                    | ★○●●● |                            |                            |
|  | 巨人                  | ○●○                   |                         |       |                            |                            |
|  | 阪神                  | ●○●                   |                         |       |                            |                            |
|  | 阪神                  | ●○●                   |                         |       |                            |                            |
|  |                       |                       |                         |       |                            |                            |
|  |                       |                       |                         |       |                            |                            |
|  |                       |                       |                         |       |                            |                            |
|  |                       |                       |                         |       |                            |                            |

☆・★=ファイナルステージのアドバンテージによる1勝・1敗分

## 試合結果

### 1stステージ
| 日付                   | 試合  | ビジター球団（先攻） | スコア | ホーム球団（後攻） | 開催球場   |
| 10月10日（土）         | 第1戦 | 阪神タイガース       | 2 - 3x | 読売ジャイアンツ   | 東京ドーム |
| 10月11日（日）         | 第2戦 | 阪神タイガース       | 4 - 2  | 読売ジャイアンツ   | 東京ドーム |
| 10月12日（月）         | 第3戦 | 阪神タイガース       | 1 - 3  | 読売ジャイアンツ   | 東京ドーム |
| 勝者：読売ジャイアンツ |       |                      |        |                    |            |

クライマックスシリーズとしては昨年のファイナルステージ以来3度目の組み合わせ。初戦は延長戦の末、高橋由が四球を選び押し出しサヨナラゲームで巨人が先手を取る。二戦目は阪神が初回のゴメス・マートンの2者連続本塁打が決め手となってタイに戻した。そして最終戦、阿部が一試合2打点を収め接戦を制した巨人がファイナルステージに進出した。

#### 第1戦
○巨人 3X ‐ 2 阪神●（東京ドーム）
|      | 1 | 2 | 3 | 4 | 5 | 6 | 7 | 8 | 9 | 10 | R | H | E |
| ---- | - | - | - | - | - | - | - | - | - | -- | - | - | - |
| 阪神 | 0 | 0 | 0 | 0 | 0 | 0 | 2 | 0 | 0 | 0  | 2 | 8 | 1 |
| 巨人 | 0 | 0 | 0 | 0 | 1 | 1 | 0 | 0 | 0 | 1X | 3 | 9 | 0 |

1. 開始：14時00分 観衆：45,298人 時間：3時間40分
2. 神：藤浪（6回）- 岩崎（2回）- ●安藤（1回0/3）- 高宮（0回1/3）
3. 巨：マイコラス（7回）- 山口（1回）- ○沢村（2回）
4. 勝利：沢村（1勝）
5. 敗戦：安藤（1敗）
6. 審判
［球審］有隅
［塁審］川口（1B）、飯塚（2B）、木内（3B）
［外審］土山（LL）、真鍋（RL）

得点経過
- 5回裏、1死二塁、マイコラスのタイムリーツーベースで1点（巨）
- 6回裏、1死三塁、亀井のタイムリー内野安打で1点（巨）
- 7回表、1死二・三塁、梅野のタイムリーで1点。代打・西岡の犠飛で1点の計2点（神）
- 延長10回裏、1死満塁、代打・高橋由の押し出し四球でサヨナラ勝ち（巨）

#### 第2戦
●巨人 2 ‐ 4 阪神○（東京ドーム）
|      | 1 | 2 | 3 | 4 | 5 | 6 | 7 | 8 | 9 | R | H  | E |
| ---- | - | - | - | - | - | - | - | - | - | - | -- | - |
| 阪神 | 3 | 0 | 0 | 1 | 0 | 0 | 0 | 0 | 0 | 4 | 11 | 0 |
| 巨人 | 1 | 0 | 0 | 0 | 0 | 0 | 1 | 0 | 0 | 2 | 11 | 1 |

1. 開始：14時00分 観衆：46,698人 時間：3時間48分
2. 神：○メッセンジャー（7回）- 高宮（0回1/3）- 安藤（0回2/3）- 福原（1回）
3. 巨：●菅野（4回）- 高木京（1回）- 宮國（2回）- 田原（0回1/3）- 戸根（1回）- マシソン（0回2/3）
4. 勝利：メッセンジャー（1勝）
5. セーブ：福原（1S）
6. 敗戦：菅野（1敗）
7. 本塁打
神：ゴメス1号（1回ソロ・菅野）、マートン1号（1回ソロ・菅野）
巨：アンダーソン1号（7回ソロ・メッセンジャー）
8. 審判
［球審］木内
［塁審］飯塚（1B）、土山（2B）、真鍋（3B）
［外審］橋本（LL）、川口（RL）

得点経過
- 1回表、2死二塁、ゴメスの1号2ランとマートンの2者連続となる1号ソロで計3点先制（神）
- 1回裏、無死三塁、片岡の内野ゴロ間に1点（巨）
- 4回表、一・二塁、メッセンジャーの犠打の際にピッチャー・菅野の悪送球で1点（神）
- 7回裏、代打・アンダーソンの1号ソロ（巨）

#### 第3戦
○巨人 3 ‐ 1 阪神●（東京ドーム）
|      | 1 | 2 | 3 | 4 | 5 | 6 | 7 | 8 | 9 | R | H | E |
| ---- | - | - | - | - | - | - | - | - | - | - | - | - |
| 阪神 | 0 | 0 | 0 | 0 | 0 | 0 | 1 | 0 | 0 | 1 | 5 | 0 |
| 巨人 | 1 | 0 | 0 | 0 | 0 | 2 | 0 | 0 | X | 3 | 9 | 0 |

1. 開始：14時00分 観衆：46,067人 時間：2時間48分
2. 神：●能見（5回）- 岩田（0回1/3）- 歳内（1回2/3）- 福原（1回）
3. 巨：○ポレダ（6回0/3）- マシソン（2回）- 沢村（1回）
4. 勝利：ポレダ（1勝）
5. セーブ：沢村（1勝1S）
6. 敗戦：能見（1敗）
7. 本塁打
神：福留1号（7回ソロ・ポレダ）
8. 審判
［球審］真鍋
［塁審］土山（1B）、橋本（2B）、川口（3B）
［外審］有隅（LL）、飯塚（RL）

得点経過
- 1回裏、1死一・三塁とすると阿部の犠飛で1点先制（巨）
- 6回裏、1死一・三塁とすると阿部のタイムリーで1点、さらに1死一・三塁からピッチャー岩田の暴投で1点（巨）
- 7回表、先頭・福留の1号ソロで1点（神）

### ファイナルステージ
| 日付                         | 試合           | ビジター球団（先攻） | スコア | ホーム球団（後攻）     | 開催球場       |
| アドバンテージ               | アドバンテージ | 読売ジャイアンツ     |        | 東京ヤクルトスワローズ |                |
| 10月14日（水）               | 第1戦          | 読売ジャイアンツ     | 4 - 1  | 東京ヤクルトスワローズ | 明治神宮野球場 |
| 10月15日（木）               | 第2戦          | 読売ジャイアンツ     | 0 - 4  | 東京ヤクルトスワローズ | 明治神宮野球場 |
| 10月16日（金）               | 第3戦          | 読売ジャイアンツ     | 0 - 2  | 東京ヤクルトスワローズ | 明治神宮野球場 |
| 10月17日（土）               | 第4戦          | 読売ジャイアンツ     | 2 - 3  | 東京ヤクルトスワローズ | 明治神宮野球場 |
| 勝者：東京ヤクルトスワローズ |                |                      |        |                        |                |

クライマックスシリーズとしては2011年の1stステージ以来の組み合わせとなり、ファイナルステージでは初めて東京の球団同士での対戦となった。初戦は巨人がキャプテン・坂本の2ランホームランなどもあり勝利を挙げたものの、2戦目以降は勝ち頭のマイコラス・菅野で落とし、打線も2戦目以降は26イニング連続無得点とチャンスを生かすことができず、さらに守備のミスなどのオンパレードで良い所がなく3連敗を喫し敗退。一方のヤクルトは投手陣が巨人打線を全試合合計6得点にシャットアウト、攻撃もチャンスを生かして得点するなど、シーズンそのままの勢いを見せつけ、ヤクルトがクライマックス4度目の出場で初めて優勝、14年ぶりの日本シリーズ出場が決定した。
なお、巨人はこのファイナルステージ第4戦終了後、原辰徳が監督を勇退することを表明。第一次政権と合わせ通算12年の監督生活にピリオドを打った。後任には選手兼任コーチの高橋由伸が現役引退の上で就任したため、また井端弘和も最終戦に任意引退を公示されたことにより、共に第4戦が現役最後の試合出場となった。

#### 第1戦
●ヤクルト 1 ‐ 4 巨人○（神宮球場）
|          | 1 | 2 | 3 | 4 | 5 | 6 | 7 | 8 | 9 | R | H  | E |
| -------- | - | - | - | - | - | - | - | - | - | - | -- | - |
| 巨人     | 0 | 0 | 0 | 0 | 2 | 2 | 0 | 0 | 0 | 4 | 10 | 0 |
| ヤクルト | 0 | 0 | 0 | 1 | 0 | 0 | 0 | 0 | 0 | 1 | 6  | 0 |

1. 開始：18時00分 観衆：31,502人 時間：3時間38分
2. 巨：内海（4回2/3）- 田原誠（0回1/3）- 宮國（1回）- マシソン（0回0/3）- ○山口（1回）- 沢村（1回）
3. ヤ：●石川（5回）- ロマン（1回）- 松岡（1回）- 久古（1回1/3）- 徳山（0回2/3）
4. 勝利：山口（1勝）
5. セーブ：沢村（1S）
6. 敗戦：石川（1敗）
7. 本塁打
巨：坂本1号（5回2ラン・石川）
ヤ：畠山1号（4回ソロ・内海）
8. 審判
［球審］橘高
［塁審］嶋田（1B）、深谷（2B）、牧田（3B）
［外審］西本（LL）、津川（RL）

得点経過
- 4回裏、先頭･畠山の1号ソロ（ヤ）
- 5回表、1死二塁から坂本の1号2ラン（巨）
- 6回表、1死二･三塁から代打･アンダーソンの2点タイムリー（巨）

#### 第2戦
○ヤクルト 4 ‐ 0 巨人●（神宮球場）
|          | 1 | 2 | 3 | 4 | 5 | 6 | 7 | 8 | 9 | R | H | E |
| -------- | - | - | - | - | - | - | - | - | - | - | - | - |
| 巨人     | 0 | 0 | 0 | 0 | 0 | 0 | 0 | 0 | 0 | 0 | 6 | 0 |
| ヤクルト | 0 | 0 | 0 | 2 | 0 | 2 | 0 | 0 | X | 4 | 9 | 0 |

1. 開始：18時00分 観衆：31,274人 時間：2時間51分
2. 巨：●マイコラス（5回1/3）- 戸根（1回1/3）- 田原誠（0回1/3）- 高木勇（1回）
3. ヤ：○小川（8回）- バーネット（1回）
4. 勝利：小川（1勝）
5. 敗戦：マイコラス（1敗）
6. 審判
［球審］牧田
［塁審］深谷（1B）、西本（2B）、津川（3B）
［外審］小林和（LL）、嶋田（RL）

得点経過
- 4回裏、無死二・三塁から畠山の犠飛で1点を先制、雄平の打球をファースト･阿部が野選し1点を追加（ヤ）
- 6回裏、一死満塁からバレンティンの2点タイムリー（ヤ）

#### 第3戦
○ヤクルト 2 ‐ 0 巨人● （神宮球場）
|          | 1 | 2 | 3 | 4 | 5 | 6 | 7 | 8 | 9 | R | H | E |
| -------- | - | - | - | - | - | - | - | - | - | - | - | - |
| 巨人     | 0 | 0 | 0 | 0 | 0 | 0 | 0 | 0 | 0 | 0 | 5 | 0 |
| ヤクルト | 0 | 0 | 0 | 0 | 0 | 2 | 0 | 0 | X | 2 | 9 | 0 |

1. 開始：18時00分 観衆：33,102人 時間：3時間27分
2. 巨：●菅野（6回）- 戸根（0回2/3）- 田原誠（0回1/3）- 宮國（1回）
3. ヤ：○舘山（6回）- 秋吉（1回0/3）- 久古（0回1/3）- オンドルセク（0回2/3）- バーネット（1回）
4. 勝利：舘山（1勝）
5. セーブ：バーネット（1S）
6. 敗戦：菅野（1敗）
7. 審判
［球審］津川
［塁審］西本（1B）、小林和（2B）、嶋田（3B）
［外審］橘高（LL）、深谷（RL）

得点経過
- 6回裏、無死満塁から雄平の併殺打間に1点。さらに二死一・三塁から今浪のタイムリーで1点（ヤ）

#### 第4戦
○ヤクルト 3 ‐ 2 巨人●（神宮球場）
|          | 1 | 2 | 3 | 4 | 5 | 6 | 7 | 8 | 9 | R | H | E |
| -------- | - | - | - | - | - | - | - | - | - | - | - | - |
| 巨人     | 0 | 0 | 0 | 0 | 2 | 0 | 0 | 0 | 0 | 2 | 8 | 1 |
| ヤクルト | 2 | 1 | 0 | 0 | 0 | 0 | 0 | 0 | X | 3 | 5 | 0 |

1. 開始：18時00分 観衆：34,038人 時間：2時間58分
2. 巨：●ポレダ（2回）- 高木勇（2回）- 田原誠（1回2/3）- 戸根（0回1/3）- 山口（1回）- 沢村（1回）
3. ヤ：○杉浦（5回）- ロマン（0回1/3）- 久古（1回）- 秋吉（0回0/3）- オンドルセク（1回2/3）- バーネット（1回）
4. 勝利：杉浦（1勝）
5. セーブ：バーネット（2S）
6. 敗戦：ポレダ（1敗）
7. 審判
［球審］嶋田
［塁審］小林和（1B）、橘高（2B）、深谷（3B）
［外審］牧田（LL）、西本（RL）

得点経過
- 1回裏、無死一・三塁から山田のタイムリー内野安打で1点。さらに満塁からバレンティンの併殺打の間に1点（ヤ）
- 2回裏、二死三塁から比屋根のタイムリーで1点（ヤ）
- 5回表、二死二・三塁から阿部のタイムリーで2点（巨）

## 表彰選手
- クライマックスシリーズMVP
  - 川端慎吾

## テレビ・ラジオ放送

### テレビ放送

#### ファーストステージ放送日程
※ファーストステージは、巨人の親会社・読売新聞社の兄弟会社に当たる日本テレビならびに、その系列であるBS・CS放送局日テレジータス、BS日テレが全試合放送。
第1戦
- 日本テレビ系列（地上波）
  - 放送時間：15:00 - 17:00（一部地域では16:55飛び降り。延長なし）
  - 読売テレビ（ytv）は14:00 - 15:00にも別枠で放送あり[7]。
- BS日テレ（BS）[8][9]
  - 放送時間：14:00 - 15:00（トップ中継、サブチャンネル142chで放送）、16:57 - 17:54（リレー中継、こちらはマルチチャンネルを実施しなかった）
- 日テレジータス（有料CS）[10]
  - 放送時間：13:45 - 18:00（延長あり、再放送：翌6:45 - 10:45）

第2戦
- 読売テレビ（ytv、日本テレビ系列局、地上波）[7]　※関西ローカル
  - 放送時間：15:00 - 17:30（30分延長）
- NHK BS1（BS）[11]
  - 放送時間：14:00 - 17:30（延長あり、17:49以降サブチャンネル102chで放送[12]）
- 日テレジータス（有料CS）[10]
  - 放送時間：13:30 - 18:00（延長あり、再放送：19:00 - 23:00）

第3戦
- 日本テレビ系列（地上波）
  - 放送時間：14:55 - 16:53（延長なし）
  - 札幌テレビ（STV）はクライマックス・パファーストステージ第3戦『日本ハム対ロッテ』中継に差し替えたため、ネット返上[13]。
- BS日テレ（BS）[8][9]
  - 放送時間：13:30 - 14:55（トップ中継）、16:50 - 17:09（リレー中継）
- 日テレジータス（有料CS）[10]
  - 放送時間：13:45 - 18:00（延長あり、再放送：19:00 - 23:00）

#### ファイナルステージ放送日程
※ファイナルステージにおける地上波中継は、東京ヤクルトのスポンサーを務めるフジテレビが放送。
第1戦
- BSジャパン（BS）[15]
  - 放送時間：17:58 - 21:54（54分延長）
- フジテレビONE スポーツ・バラエティ（有料CS）[16]
  - 放送時間：17:50 - 23:00（延長あり。再放送：翌7:00 - 12:10）

第2戦
- BSフジ（BS）[17][18]
  - 放送時間：18:00 - 21:25（25分早終了）
- フジテレビONE スポーツ・バラエティ（有料CS）[16]
  - 放送時間：17:50 - 23:00（延長あり。再放送：翌7:00 - 12:10）

第3戦
- BSフジ（BS）[17][18]
  - 放送時間：18:00 - 21:50
- フジテレビONE スポーツ・バラエティ（有料CS）[16]
  - 放送時間：17:50 - 23:00（延長あり。再放送なし）

第4戦
- フジテレビ系列[17][19]（地上波）
  - 放送時間：19:00 - 21:09（15分延長）
- BSフジ（BS）[17][18]
  - 放送時間：18:00 - 19:00（トップ中継）
- フジテレビONE スポーツ・バラエティ（有料CS）[16]
  - 放送時間：17:50 - 23:00（延長あり。再放送なし）

第5戦以降実施の場合は、以下の各局で放送予定であった。
第5戦
- フジテレビ系列[17][18][20]（地上波）
- BSフジ（BS）[17][18]（トップ中継のみ）
- フジテレビONE スポーツ・バラエティ（有料CS）[16]

第6戦
- フジテレビ系列[17][18][21]（地上波）
- BSフジ（BS）[17][18]（トップ中継のみ）
- フジテレビONE スポーツ・バラエティ（有料CS）[16]

### ラジオ放送

#### ファーストステージ放送日程
※巨人主催試合を放送するニッポン放送では全試合が放送された。一方、同じく巨人主催試合を放送するTBSラジオはデーゲームの放送はワイド番組を優先し中継しない方針のため、文化放送もパ・リーグの放送を優先しセ・リーグの放送を行わないことから、両者とも全試合放送されなかった。
※巨人の親会社・読売新聞社の兄弟会社であり、巨人主催試合の大半を放送するラジオ日本では、2015年度は週末は中央競馬の実況中継を優先しデーゲーム中継を録音・生放送ともに実施しない方針に沿って、ファーストステージの全試合を放送しない（第3戦は月曜日であったが、東京競馬の祝日開催と重複したため、競馬中継を特番として編成した）。したがって、ラジオ日本の中継をネットするぎふチャンラジオ、ラジオ関西での中継も行われない。
※阪神戦中継を行う在阪ラジオ2局（ABCラジオ・MBSラジオ）は両者ともに、敵地・東京ドームに乗り込んで自社制作で中継した。一方、通常日曜日（第2戦）以後の試合で、阪神が進出した場合に放送するNHK大阪放送局のラジオ第1でも裏送りを含め、ファーストステージの全試合の放送が行われない。
第1戦
- ニッポン放送（東海ラジオとの2局ネット）
- ABCラジオ（CBCラジオとの2局ネット）
- MBSラジオ

第2戦
- ニッポン放送（東海ラジオとの2局ネット）
- ABCラジオ（CBCラジオとの2局ネット）
- MBSラジオ

阪神が進出したため、特例で『GOGO競馬サンデー!』を13:55までに短縮のうえ放送（15時台のネット局への裏送りは実施）。
第3戦
- ニッポン放送
- ABCラジオ（CBCラジオとの2局ネット）
- MBSラジオ

※東海ラジオはワイド番組『宮地佑紀生の聞いてみや〜ち』を放送のため中継なし。

#### ファイナルステージ放送日程
※在京の放送局では、レギュラーシーズンと同様にヤクルトのスポンサーを務めるニッポン放送のみでの放送。
※CBCラジオは、クライマックス・パファイナルステージ『ソフトバンク×ロッテ』をRKBラジオからのネット受けで放送。
※NHKラジオ第1も同じく「ソフトバンク×ロッテ」を全国放送（他地区差し替えなし。なお、クライマックス･パは第3戦で決着したが、クライマックス･セの第4戦以後の放送も行われなかった）。
※在阪局（MBS・ABC）に関してはレギュラーシーズンのネットワークの原則に準じた形式となっているが、TBSラジオなどJRNはヤクルトの主催試合の放送権がなく、また土・日のNRNナイターをネットする文化放送もパ・リーグを優先しセ・リーグの放送を行わないことから、ABCラジオは第4・5戦をニッポン放送の技術協力で自社制作する一方、MBSラジオは阪神がファーストステージで敗退したため自社制作を行わず、第1・2・4戦はニッポン放送の本番カードのネット受けで放送。金曜にあたる第3戦はMBSラジオでの中継分がニッポン放送制作の裏送り、ABCラジオでの中継分がニッポン放送本番カードのネット受けとなる。

第1戦
- ニッポン放送（東海ラジオ・MBSラジオとの3局ネット）
- ABCラジオ（ニッポン放送制作分の裏送り）

第2戦
- ニッポン放送（東海ラジオ・MBSラジオとの3局ネット）
- ABCラジオ（ニッポン放送制作分の裏送り）

第3戦
- ニッポン放送（東海ラジオ・ABCラジオとの3局ネット）
- MBSラジオ（ニッポン放送制作分の裏送り）

第4戦
- ニッポン放送（東海ラジオ・MBSラジオとの3局ネット）
- ABCラジオ（自社制作[26]）

第5戦以降実施の場合は以下の各局で放送予定であった。
第5戦
- ニッポン放送（東海ラジオ・MBSラジオとの3局ネット）
- ABCラジオ（自社制作[26]）

第6戦
- ニッポン放送（東海ラジオ・ABCラジオとの3局ネット）
- MBSラジオ（ニッポン放送制作分の裏送り）